# Dwergvlas
Dwergvlas (Radiola linoides) is een eenjarige plant die behoort tot de vlasfamilie (Linaceae). Het is de enige soort in het geslacht Radiola. De plant staat op de Nederlandse Rode Lijst van planten als zeldzaam en zeer sterk afgenomen. De plant komt van nature voor in West- en Midden-Europa.
De plant wordt 2-10 cm hoog en heeft grijsgroene, draadvormige stengels. De tegenoverstaande bladeren zijn elliptisch en hebben één nerf.
Dwergvlas bloeit van juni tot september met 2-3 mm grote, witte bloemen. De bloem heeft vier kroonbladen. De kelkbladen zijn 1-1,5 mm lang en hebben aan de top twee of drie tandjes. De bloeiwijze is een gevorkt bijscherm.

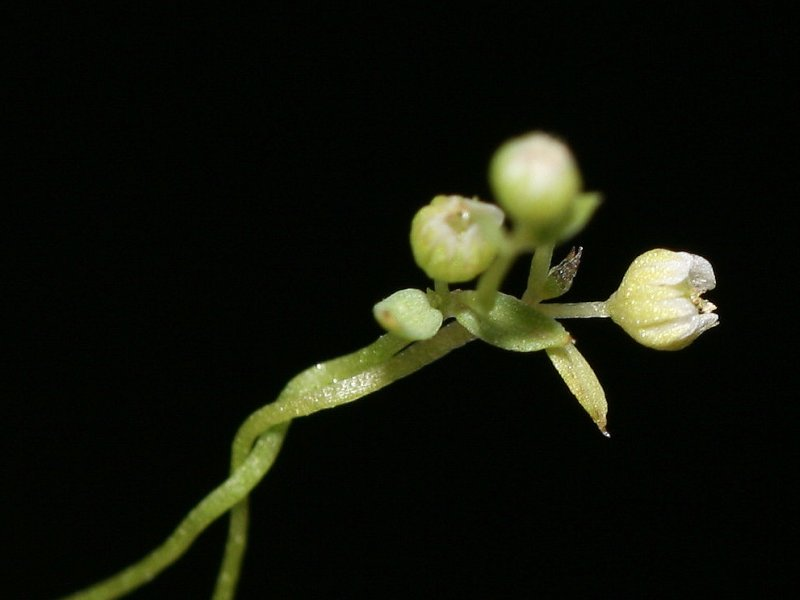
Bloeiwijze

De vrucht is een bolvormige doosvrucht met eivormige zaden.
De plant komt voor op vochtige zandgrond langs paden op de hei en in grasland in de duinen.

## Namen in andere talen
- Duits: Zwerg-Lein
- Engels: All-seed
- Frans: Radiole faux-lin, Faux lin